# 網上印刷
在学术出版中，網上印刷（英文：eprint 或 e-print）是学术研究文件的數字版本（通常是杂志文章，但也可以是论文、会议文件、书籍章节，或者是一本书），无论是机构或者以主题或学科为基础的數位圖書館，網上印刷的文件通常可在线访问。
应用在期刊文章时，术语“eprints”涵盖了预印本（同行評審前）和後印本（经过同行評審的）。
數字版本的材料，除了研究文件，通常不被稱為電子印刷，通常会有其他的名字，比如電子書。

## 外部連結
- 什麼是eprint？ （页面存档备份，存于） eprints.org“常見問題”一節中所定義 （页面存档备份，存于）
- 电子印刷的定義 （页面存档备份，存于） 史蒂文·哈納德
- E打印安裝手冊 （页面存档备份，存于）